# Dolîna, Obuhiv
Dolîna (în ucraineană Долина) este localitatea de reședință a comunei Dolîna din raionul Obuhiv, regiunea Kiev, Ucraina.

## Demografie
Componența lingvistică a localității Dolîna
     Ucraineană (93,66%)
     Rusă (5,07%)
Conform recensământului din 2001, majoritatea populației localității Dolîna era vorbitoare de ucraineană (93,66%), existând în minoritate și vorbitori de rusă (5,07%).